# August Ludwig von Rochau
August Ludwig von Rochau (* 20. August 1810 in Harbke, Departement der Oker, Königreich Westphalen; † 15. Oktober 1873 in Heidelberg) war ein deutscher Publizist und liberaler Politiker. Er ist vor allem für seine Schrift Grundsätze der Realpolitik (1853) bekannt. Von 1870 bis zu seinem Tod 1873 war er Mitglied des Reichstages für die Nationalliberale Partei.

## Lebenslauf
August Ludwig von Rochaus Vater, der ebenfalls August hieß (ca. 1784–1843), kam aus Muskau und war Husarenleutnant im anti-napoleonischen „Schwarzen Korps“ unter Herzog Friedrich Wilhelm von Braunschweig. Er verließ die Mutter, Louise Ernestine Rudloff (ca. 1786–1828), Tochter eines Unteroffiziers, und das neugeborene Kind, die dann nach Wolfenbüttel zu den Brüdern der Mutter zogen. Dort besuchte von Rochau das Gymnasium der Großen Schule und war Mitglied der örtlichen Turngemeinde. Ab 1829 studierte er Jura, Geschichte und Staatswissenschaften an den Universitäten Göttingen und Jena.
Er war radikaler Burschenschafter (1829: Burschenschaft Teutonia Göttingen, 1830: Jenaische Burschenschaft, 1831: Burschenschaft Germania Jena). Auf dem Frankfurter Burschentag 1831 setzte sich von Rochau dafür ein, alle Mitglieder auf den Einsatz für einen freien, rechtsstaatlichen Nationalstaat zu verpflichten. Zur Erreichung dieses Ziels befürwortete er auch politische Attentate, zudem forderte er unter dem Eindruck des polnischen Novemberaufstandes die Aufstellung einer nationalrevolutionären deutsch-polnischen Legion. Wegen seines Radikalismus wurde er 1832 der Universität verwiesen. Im April 1833 war von Rochau am Sturm auf die Frankfurter Hauptwache beteiligt. Nach dem Scheitern des Unternehmens wurde er verhaftet und – nach dreieinhalb Jahren Untersuchungshaft – im Oktober 1836 zu lebenslangem Zuchthaus verurteilt.
Nach vergeblichem Ausschöpfen aller Rechtsmittel flüchtete er mit Hilfe von Freunden nach Frankreich und arbeitete dort bis 1847 als Korrespondent für liberale deutsche Zeitungen. In seiner 1840 unter dem Pseudonym A. L. Churoa (ein Anagramm zu Rochau) veröffentlichten Kritischen Darstellung der Socialtheorie Fouriers führte er den Begriff „Sozialist“ in die deutsche politische Sprache ein. Nach seiner Amnestierung kehrte er nach Deutschland zurück und ließ sich in Heidelberg nieder, wo er Redakteur der bürgerlich-liberalen Deutschen Zeitung wurde. Er heiratete 1848 in erster Ehe Ernestine Schmidt (1822–1850), Tochter eines Heidelberger Arztes, mit der er eine Tochter bekam. Im Zuge der Märzrevolution 1848 war von Rochau Mitglied des Vorparlaments, wurde aber nicht in die Frankfurter Nationalversammlung gewählt. Deren Arbeit begleitete er dann als Journalist, wozu er im Herbst 1848 nach Frankfurt zog. Er vertrat mittlerweile linksliberale Positionen und kritisierte sowohl die radikalen Linken als auch die Konservativen. Ab 1849 lebte er in Braunschweig und nach dem frühen Tod seiner ersten Frau 1850 als Redakteur der Constitutionellen Zeitung in Berlin, wo er jedoch bald ausgewiesen wurde.
Danach verbrachte er zwei Jahre in der Schweiz und Italien. 1853 kehrte er nach Heidelberg zurück und veröffentlichte sein bekanntestes Werk, die Grundsätze der Realpolitik, angewendet auf die staatlichen Zustände Deutschlands. Der Begriff „Realpolitik“ ist eine Prägung von Rochaus. Mit der Schrift wollte er die bürgerliche Linke nach der gescheiterten Revolution repolitisieren, allerdings unter einer Abkehr von philosophisch begründeten Utopien und stattdessen mit stärkerer Berücksichtigung der historischen und materiellen Voraussetzungen von Politik. Vom Weg einer Volksrevolution wandte sich der Autor ab, das Ziel des Rechtsstaats mit allgemeinem Wahlrecht behielt er aber bei. 1859 brachte er eine Neuauflage heraus, 1869 fügte er einen zweiten Band hinzu. Der Witwer von Rochau ging 1855 eine zweite Ehe mit der ihrerseits verwitweten Clara Issel (1823–1908) ein.

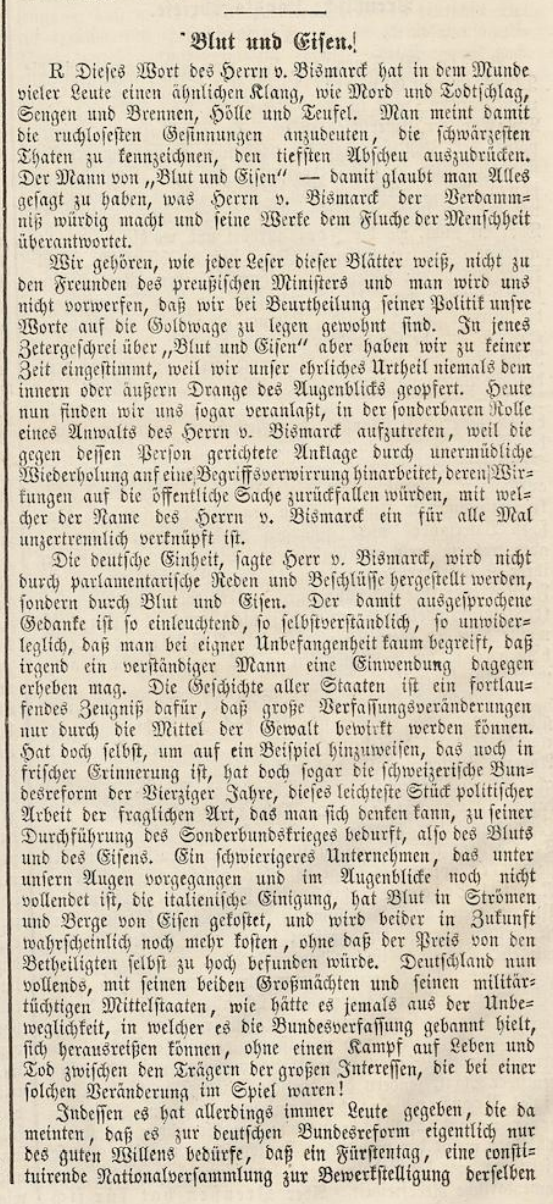
Beginn des Aufsatzes von August Ludwig von Rochau über Bismarcks „Blut und Eisen“-Politik, Wochenblatt des Nationalvereins No. 85 vom 3. Januar 1867.

Von 1860 bis 1866 arbeitete er als Redakteur für die Wochenschrift des Deutschen Nationalvereins, dessen Mitbegründer er war. Nach der Spaltung der aus dem Nationalverein hervorgegangenen Deutschen Fortschrittspartei 1867 gehörte von Rochau der Nationalliberalen Partei ab. Am 25. Februar 1870 wurde er in einer Ersatzwahl in den Reichstag des Norddeutschen Bundes und 1871 in den ersten Reichstag des Kaiserreichs gewählt. Er vertrat als Abgeordneter den Reichstagswahlkreis Herzogtum Braunschweig 2 (Helmstedt–Wolfenbüttel). August Ludwig von Rochau starb 1873 in Heidelberg an den Folgen eines Schlaganfalls.

## Werke
- Kritische Darstellung der Socialtheorie Fourier’s. Braunschweig 1840.
- Reiseleben in Südfrankreich und Spanien. 2 Bände. Cotta, Stuttgart 1847.
- (zusammen mit Gustav Oelsner-Monmerqué): Das Erfurter Parlament und der Berliner Fürsten-Congress. Politische Skizzen aus der deutschen Gegenwart. Avenarius Mendelssohn, Leipzig 1850.
- Ludwig August von Rochau: Grundsätze der Realpolitik. Angewendet auf die staatlichen Zustände Deutschlands. Herausgegeben und eingeleitet von Hans-Ulrich Wehler. Ullstein, Frankfurt am Main [u. a.] 1972, ISBN 3-548-02915-9; 1. Auflage, Stuttgart 1853, im Internet Archive; 2. Auflage, Stuttgart 1859, Google Digitalisat.
- Die Moriscos in Spanien. Avenarius Mendelssohn, Leipzig 1853.
- Briefe eines Deutschen über die deutsche Bundesreform. Mohr, Heidelberg 1859.
- Zur Orientirung im neuen Deutschland. Mohr, Heidelberg 1868.
- Geschichte des Deutschen Landes und Volkes. 2 Bände. Reimer, Berlin 1870/1872.